# Публий Теренций Варон
Вижте пояснителната страница за други личности с името Варон.
Публий Теренций Варон Атацин, наричан Варон Атацин (на латински: Publius Terentius Varro Atacinus; 82 – 35 пр.н.е.) e римски поет.
Роден е в провинцията Нарбонска Галия близо до река Атакс (днес Од). Наричан е Атацин или Варон Атацински, за да се различава от Марк Теренций Варон, който произлиза от Риети и е наричан Реатин (Реатински).
Той пише панегирик – епоса Bellum Sequanicum за похода на Цезар против Ариовист през 58 пр.н.е., също така сатири и превод на латински на „Аргонавтика“ (Argonautica) на древногръцкия поет Аполоний Родоски. Други негови произведения са Chorographia (географско стихотворение, посветено на Вергилий) и Ephemeris (превод на латински на част от Phainomena на Арат от Соли).